# Папски крст
Папски крст је хришћански крст, који служи као амблем за папину службу у црквеној хералдици. Приказан је као штап са три хоризонталне линије при врху, у опадајућем редоследу дужине што су ближе врху.

## Позадина
Крст је аналоган двокраком архиепископском крсту који се у хералдици користи за означавање архиепископа и управо је коришћен да означи црквени чин виши од архиепископског. У прошлости је овај дизајн често коришћен у црквеној хералдици као препознатљив знак папске службе. Често је то био само уметнички метод, јер употреба штапа илити жезла није била део традиционалних папских ознака. Међутим, данас постоји бар један штап са папским крстом.